# Production I.G
Production I.G, Inc. (株式会社プロダクション・アイジー, Kabushiki-gaisha Purodakushon Ai Jī) és un estudi japonès d'animació, fundat el 15 de desembre de 1987 per Mitsuhisa Ishikawa i Takayuki Goto.
Production I.G ha portat a terme la producció de diversos projectes animats: des de OVAs i sèries anime per televisió y pel·lícules per la seua estrena en cines, fins al desenvolupament i disseny de videojocs, així com publicant música. Entre els seus més destacats i famosos treballs se troben Patlabor i tot el relacionat amb la saga de Ghost in the Shell.

## Producció de l'estudi
Pel·lícules
- Blood: The Last Vampire
- Cyber Team in Akihabara: Summer Holidays of 2011 (Akihabara Dennou Gumi: 2011 nen no natsuyasumi)
- Dead Leaves
- Evangelion: Death and Rebirth
- The End of Evangelion
- Ghost in the Shell
- Ghost in the Shell 2: Innocence
- Jin-Roh
- Kill Bill: Vol. 1 (animació)
- MiniPato
- Patlabor 2
- Patlabor: La pel·lícula
- Sakura Wars: La pel·lícula
- Tachigui: The Amazing Lives of the Fast Food Grifters
- The Sky Crawlers
- Tsubasa Chronicle - The Princess of the Birdcage Land
- The Prince of Tennis - Two Samurai: The First Game
- The Weathering Continent
- xxxHolic - A Midsummer Night's Dream

Anime per a televisió
- Blood+
- Blue Seed
- Ghost in the Shell: Stand Alone Complex
- Ghost in the Shell: Stand Alone Complex 2nd GIG
- Ghost in the Shell: Stand Alone Complex Solid State Society
- Guardian of the Sacred Spirit
- Idaten Jump
- IGPX Immortal Grand Prix
- Le Chevalier d'Eon
- Otogi Zoshi
- PaRappa the Rapper
- Reideen
- Vampiyan Kids
- Windy Tales
- xxxHOLiC
- Shingeki no Kyojin

OVAs
- Tsubasa Shunraiki
- Tsubasa Tokyo Revelations
- FLCL
- Kai Doh Maru
- One Piece: Defeat the Pirate Ganzack
- Please Save My Earth
- The King of Fighters: Another Day
- Zillion: Burning Nights
- Video Girl Ai
- Golden boy
- Ghost in the Shell: Arise

Videojocs
- The Last Vampire
- Fire Emblem: Path of Radiance
- Ghost in the Shell
- Mega Man X4
- Namco x Capcom
- Seiken Densetsu DS: Children of Mana
- Sonic Riders
- Summon Night 4
- Surveillance Kanshisha
- Tales RPG Series
- Valkyrie Profile 2: Silmeria
- Xenogears
- Yarudora
- Wario Land Shake